# Altishofen
Altishofen är en ort och kommun i distriktet Willisau i kantonen Luzern i Schweiz. Kommunen har 2 018 invånare (2023). Den 1 januari 2020 inkorporerades kommunen Ebersecken in i Altishofen.